# 糸島農業協同組合
糸島農業協同組合（いとしまのうぎょうきょうどうくみあい、通称：JA糸島）は福岡県糸島市に本店を置く農業協同組合。

## 区域
- 糸島市

## 沿革
- 1962年（昭和37年）11月 - 前原・波多江・加布里・深江・福吉・長糸・雷山・怡土・桜井・野北・芥屋・小富士・可也・一貴山の各農協および2連合会が合併し、糸島郡農協が発足[1][2]。
- 1992年（平成4年）10月 - 糸島農業協同組合へ名称変更[2]。
- 1994年（平成6年）10月 - 葬祭事業を営む子会社「株式会社ジェイエイいとしま」を設立[2]。
- 2007年（平成19年）4月 - 農産物直売所「産直市場 伊都菜彩」開業[2]。
- 2014年（平成26年）4月 - 石油事業（給油所など）およびAコープ事業を子会社のジェイエイいとしまへ譲渡[2]。

## 店舗・施設

### 本店・支店

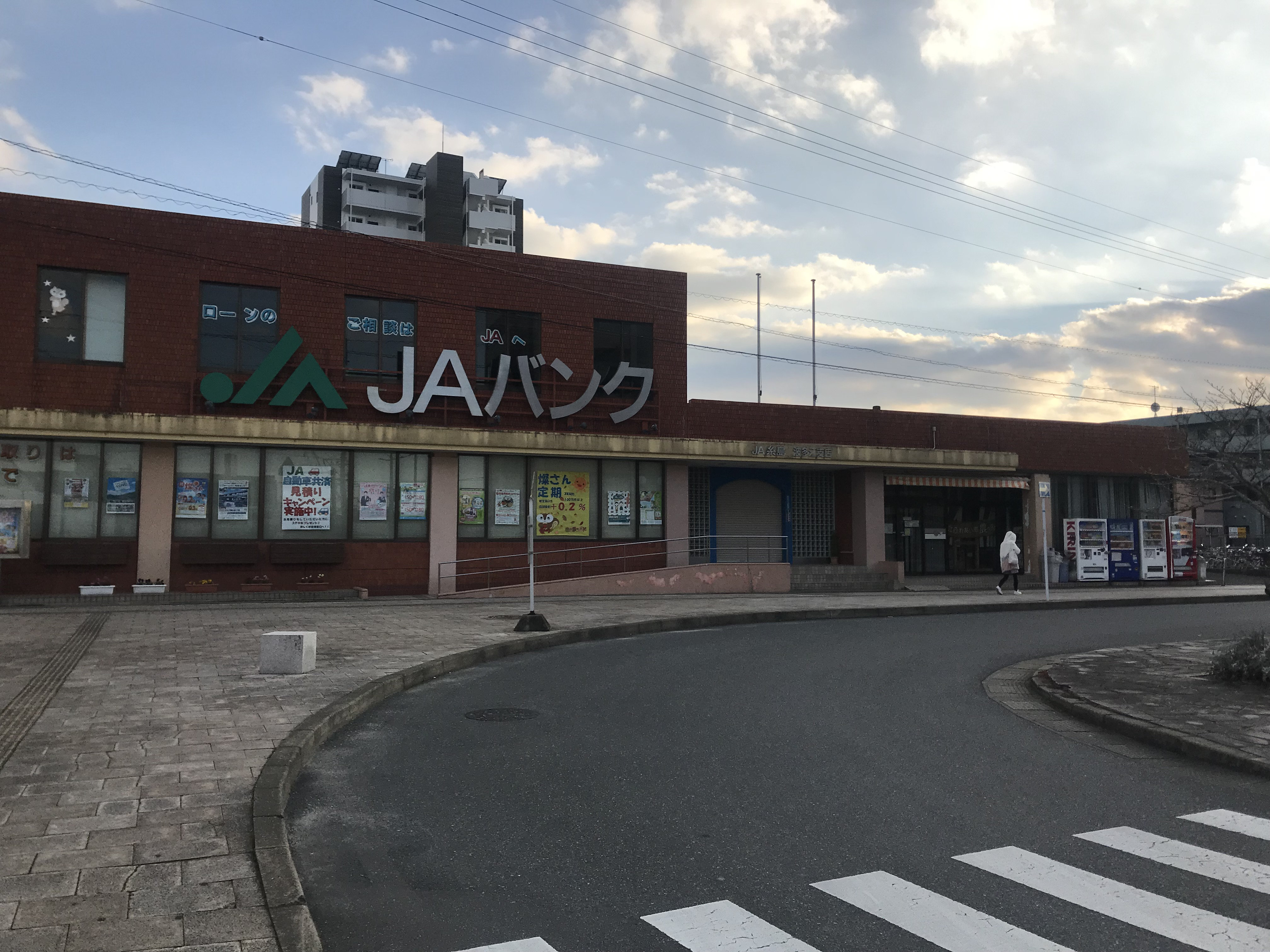
波多江支店（2018年（平成30年）11月）

- 本店
- 前原支店
- 加布里支店
- 波多江支店
- 雷山支店
- 怡土支店
- 福吉支店
- 西部支店
- 引津支店
- 志摩支店

### 施設

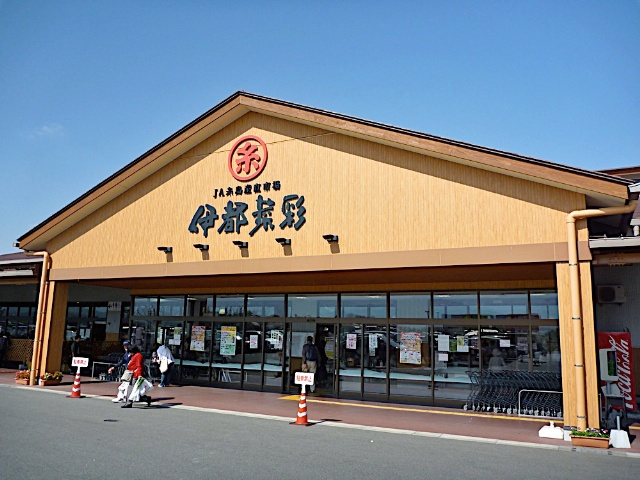
伊都菜彩（2013年（平成25年）8月）

- 営農総合センター
- 園芸流通センター
- 産直市場 伊都菜彩
- 農機施設課
- 志摩集荷センター
- 志摩低温倉庫
- 水稲野菜育苗センター
- 前原カントリーエレベーター
- 西部カントリーエレベーター
- 東部カントリーエレベーター
- 食育研修施設いきいき
- デイサービスセンターひまわり
- サービス付き高齢者住宅ひまわり

## 子会社
- 株式会社ジェイエイいとしま

### 子会社の事業所

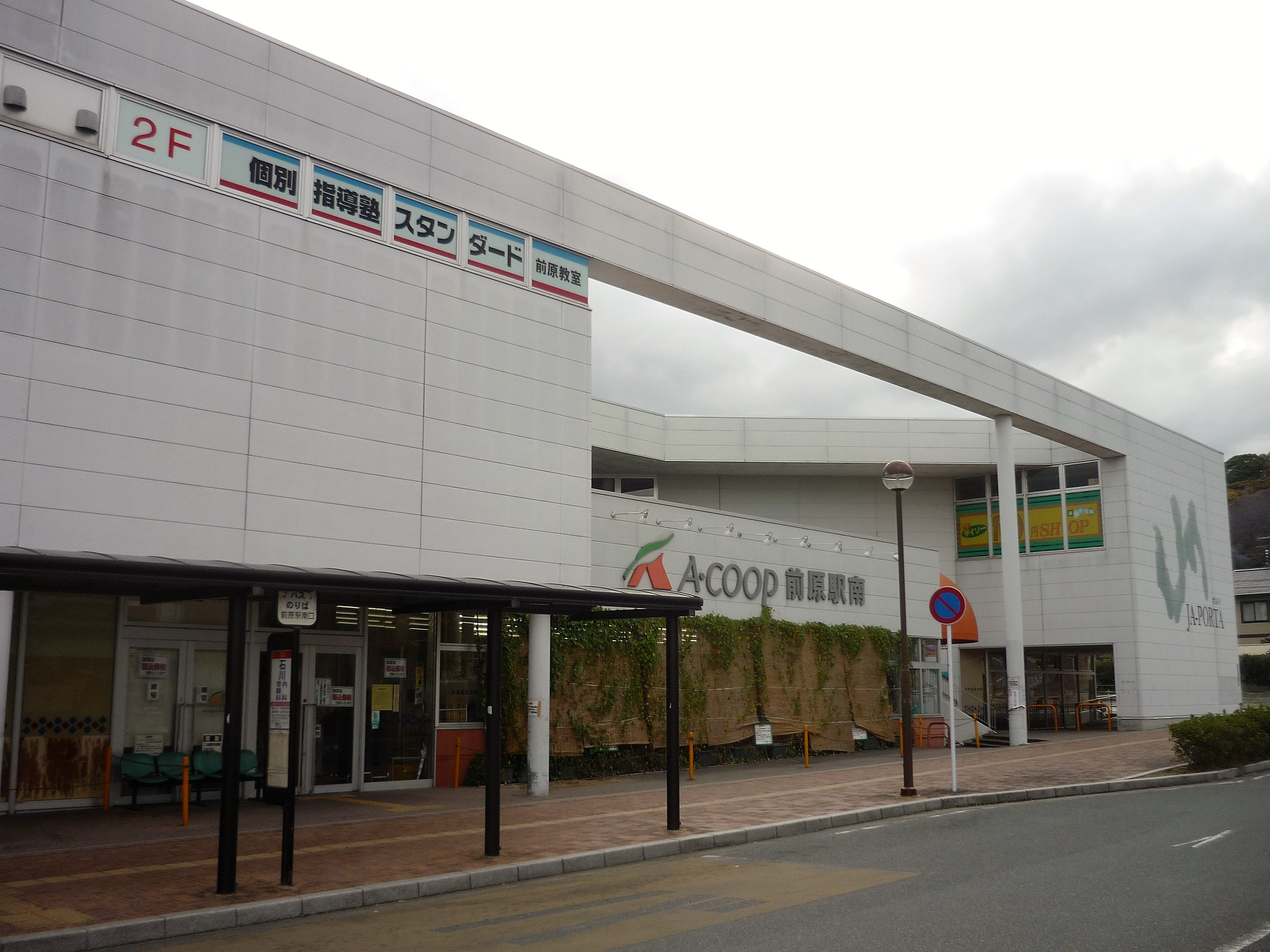
Aコープ前原駅南（2018年（平成30年）12月

- Aコープ前原駅南
- Aコープ志摩
- 給油センター
  - 本店SS
  - アグリSS
  - 一貴山給油所
- やすらぎ会館
  - 前原斎場
  - 二丈斎場